# تونس في ألعاب البحر الأبيض المتوسط 2022
تشارك تونس في ألعاب البحر الأبيض المتوسط 2022 المنظمة في وهران (الجزائر) بين 25 يونيو و5 يوليو 2022.

هذه هي المشاركة السابعة عشر لها في ألعاب البحر الأبيض المتوسط، ويمثلها فيها 175 رياضيا في 24 رياضة.

## الميداليات
| الرياضة                   | الفائز                 | الفئة             | التاريخ           |
| ميداليات ذهبية: 1         | ميداليات ذهبية: 1      | ميداليات ذهبية: 1 | ميداليات ذهبية: 1 |
| ------------------------- | ---------------------- | ----------------- | ----------------- |
| الكرة الحديدية (التفاصيل) | منى الباجي أسماء البلي | زوجي سيدات        | 29 يونيو          |

| الرياضة            | الفائز           | الفئة            | التاريخ          |
| ميداليات فضية: 1   | ميداليات فضية: 1 | ميداليات فضية: 1 | ميداليات فضية: 1 |
| ------------------ | ---------------- | ---------------- | ---------------- |
| كاراتيه (التفاصيل) | وفاء محجوب       | 61 كغ للسيدات    | 26 يونيو         |

| الرياضة              | الفائز              | الفئة                 | التاريخ             |
| ميداليات برونزية: 3  | ميداليات برونزية: 3 | ميداليات برونزية: 3   | ميداليات برونزية: 3 |
| -------------------- | ------------------- | --------------------- | ------------------- |
| كاراتيه (التفاصيل)   | شهيناز الجامي       | أكثر من 68 كغ للسيدات | 27 يونيو            |
| رفع أثقال (التفاصيل) | أمين قنيشي          | 130 كغ للرجال         | 27 يونيو            |
| رفع أثقال (التفاصيل) | محمد السعداوي       | 97 كغ للرجال          | 28 يونيو            |

## مقالات ذات صلة
- تونس في الألعاب المتوسطية

## روابط خارجية
- الموقع الرسمي لألعاب البحر الأبيض المتوسط 2022 نسخة محفوظة 16 ديسمبر 2021 على موقع واي باك مشين..
- صفحة تونس على الموقع الرسمي لألعاب 2022.